# 神职人员特典
神职人员特典（benefit of clergy），或称神职人员特权、圣职减免权，是英国法历史上针对圣职者的一项刑事豁免权。被指控犯罪的神职人员可以主张自己免受世俗法院管辖，案件应转交教会法院按照教会法审判。由于教会法院的诉讼程序和量刑通常较为宽大，被告往往竭力申辩其神职人员身份，其中不乏可疑或虚假理由。
为防止该制度遭滥用，英国历史上陆续推行了多项改革措施，包括规定首次主张特权者须在拇指烙刻印记，以限制其反复声言。最终，神职人员特典演变为一种法律拟制：无前科者犯下特定罪行——“有圣职减免的犯罪”（clergyable），则可获减刑处理。这一司法机制随着《1827年刑事法》（Criminal Law Act 1827）颁布而在英国正式废止。

## 起源
罗马帝国皈依基督教后，历代皇帝便赋予神职人员（特别是主教阶层）法律特权，使其免于民事诉讼。中世纪初期，教会法不断扩张特权适用范围，甚至将刑事案件也纳入其中。 在英国，这一做法仅被部分采纳。  12世纪之前，传统的英国法庭始终由主教和地方民政长官共同主持。
1164年，亨利二世颁布《克拉伦登宪章》，建立了一套完全由王权裁决的新法院体系。这一司法改革引发了国王与坎特伯雷大主教托马斯·贝克特之间的权力斗争。贝克特坚称，根据神职人员享有的特权，只有教会法院才能指控和审判教士，世俗法院无权干预。1170年，亨利的四名骑士刺杀了贝克特，引发民意激愤，国王不得不与教会和解。作为《阿夫朗什妥协》的一部分，亨利二世虽被免除贝克特谋杀案的罪责，但仍不得不承认：除少数例外（如重叛逆罪与森林法案件），世俗法庭对神职人员确实没有司法管辖权。

## 司法宽宥
14世纪以后，神职人员特典逐渐从源自宗教权威的圣职者司法特权，演变为王室控制下的制度化减刑机制。一方面，英格兰通过议会立法，限制了圣职特典适用的罪名和次数；另一方面，王室法院规定，非神职人员也可以借识字测试要求神职特典。最终，此类案件不再移交教会法院，而由王室法院操作减刑。

### 识字测试
起初主张神职人员特典者必须剃度出庭，或者身着教士服饰。随着时间推移，这种身份证明方式由识字测试取代：被告通过阅读拉丁文圣经来证明其神职身份。这就为有文化的俗人申辩神职特典打开了大门。1351年，爱德华三世在位时期，这一漏洞正式被法律认可，神职人员特典扩大到所有识字的人。例如，1598年，英国剧作家本·琼生被指控非预谋杀人（manslaughter），他通过主张神职人员特典而避免了绞刑。在英国殖民地马萨诸塞，1770年波士顿大屠杀中被判非预谋杀人的两名士兵因神职人员特典而免于处决。然而，他们的右手拇指还是被打上了烙印，以防在未来任何谋杀案中再度援引这项权利。

实际上，这一法律漏洞的影响更为广泛——传统上用于识字测试的《圣经》段落，正是《圣咏集》第51篇第3节（按武加大译本和七十士译本编号为第50篇）：“Miserere mei, Deus, secundum magnam misericordiam tuam”（“主啊，求你按照你的仁慈怜悯我”）。因此，即使是文盲，只要熟记这段特定经文，同样可以声索神职人员特典。后来，《圣咏集》51:3被称为“颈诗”（neck verse）——它能助人将案件从可能判处死刑的世俗法院，转移到审判方式和量刑都更为宽大的教会法院，从而救人脖颈于绞索。
神职人员特典常被用作司法宽宥的手段。在伊丽莎白时代的英格兰，法庭可能允许超过90%符合条件的罪犯援引此特权——这一比例远高于当时的社会识字率水平。若法庭认为某个主张神职人员特典的被告罪当处死，便会要求其朗读《圣经》其他段落；由于多数被告实为文盲，仅能记得《圣咏集》第51篇，此时便无法应对，最终难逃一死。
在教会法院中，最常见的审判形式是宣誓审判。如果被告发誓自己无罪，并且有十二名助誓人也担保被告无罪，那么被告就会无罪释放。受教会法庭定罪者，可能被剥夺圣职并交民政当局惩罚。然而，英国教会法院的判决变得越来越宽缓，到15世纪，大多数定罪案件仅以补赎作为最终刑罚。

### 都铎时代的改革
鉴于教会法院处刑宽大，为遏制神职人员特典滥用，英国推行了一系列改革措施。1488年，亨利七世规定：非神职人员仅能援引一次特典——凡主张特典却无法出示圣职授任文书者，须在拇指烙印，此印记将防止其再次主张特典。1547年，多次享受神职特典的人群扩展到了王国贵族，甚至包括文盲贵族。
1512年，亨利八世进一步限制了神职人员特典，将某些罪行定为“无圣职特典的犯罪”（unclergyable）；用法令的原文说，这些犯罪是“不适用神职人员特典的重罪”（felonies without benefit of clergy）。这一限制在1514年第五次拉特兰会议上遭到教皇良十世的谴责。由此引发的争议（首席法官和坎特伯雷大主教都参与其中）是1532年亨利八世将英国国教会从天主教会分裂的原因之一。
1512年的法令限制了神职人员因“恶意预谋”犯下谋杀和重罪时可享受的特权。1530年的一项法令允许第二次主张神职人员特典，但仅限激情杀人（manslaughter by chance medley）且非预怀恶意的谋杀（murder of malice prepensed），并明确排除“轻叛逆罪、谋杀罪或重罪”。到16世纪末，无特典的犯罪清单已包括谋杀、强奸、投毒、轻叛逆罪、亵圣、巫术、夜盗、教堂盗窃和扒窃。1533年立法进一步规定，拒绝答辩者即丧失神职人员特典。
1575年，伊丽莎白一世的一项法令从根本上改变了神职人员特典的效力。早先，神职特典在审判之前提出，以将案件移交给教会法院；根据新制度，神职特典要在定罪后、判刑前提出。恩赦不取消既有定罪，只是将初犯刑罚从潜在的绞刑改为烙印和最高一年的监禁。

## 后期发展
至此，神职人员特典已经从教会管辖特权转变为一种刑事减免机制，使初犯在某些罪行上得到部分赦免。17和18世纪的立法扩大了适用圣职特典的被告范围，但缩小了其减刑幅度。
1624年，妇女得主张神职人员特典；但1691年之前，她们一直没有获得与男性同等的待遇。例如，妇女盗窃价值低于10先令的物品得请求神职特典，而男性适用标准高达40先令。
1706年，识字测试被废除，所有初犯较轻重罪的人都可以享受特典。与此同时，犯罪率上升促使议会将许多看似轻微的财产犯罪排除在神职人员特典之外。最终，入室盗窃、店铺盗窃价值超过5先令的商品以及偷窃牛羊都成为无神职特典的重罪；根据所谓的“血腥法典”，行为人将自动被判处死刑。如果法官怀疑被告滥用圣职特典，他们还可以自由裁量，要求被告朗读圣咏集第51篇以外的文本。
识字测试废除后，圣职减免的服刑标准提高到6至24个月苦役。根据《1718年流放法》，主张神职特典者可能被判处流放北美七年的刑罚。美国独立战争（1775-1783）中断了该刑罚的实施（但1770年波士顿大屠杀中两名定罪的英军士兵曾援引特典获得减刑）。随着1779年烙印制度的废除，神职人员特典在多数案件中已无法适用。尽管后来流放地转移到澳大利亚，但此时判决直接载明流放年限或终身流放，不再以特典制度实施。
1823年，大不列颠及爱尔兰联合王国通过两项法令废除了神职人员特典；其后，议会又以《1827年刑事法》正式废除这一司法特权。由于该法令的实际效力存疑，英国最终通过《1841年重罪法》（4 & 5 Vict.c. 22），彻底消除了所有法律争议。
在美国，《1790年联邦治罪法》第31条排除了神职人员特典在联邦法院死刑案件中的适用，但该制度在部分州法院仍延续至19世纪中叶（例如南卡罗来纳州1855年仍批准被告援引此特权，而南方邦联宪法则禁止其在叛国案中适用）。许多州县已经通过公告、制定法或司法判决废除了神职人员特典；在其他州县，该特权只是不再使用，而没有正式废止。罗德岛州直到2013年才废除该制度，同时还废除了赎罪物，以及轻叛国罪与谋杀罪之间的区分。

## 进一步阅读
- J. H. Baker, An Introduction to English Legal History (4th ed. 2002) pp. 513–15.
- Richard B. Morris, "Benefit of Clergy in American and Related Matters", University of Pennsylvania Law Review 105 (1957): 436 (reviewing 1955 book of same title by George W. Dalzell).
- Jeffrey K. Sawyer, "Benefit of Clergy in Maryland and Virginia", American Journal of Legal History 34, no. 1 (January 1990): 49–68.